# Сулігуль
Сулігу́ль (інша назва — Силигул) — гора в Чивчинських горах (частина Мармароського масиву). Розташована у південній частині Верховинського району Івано-Франківської області, на південь від села Буркут.
Висота 1687,9 м (за іншими даними — 1689 м). Гора розташована на головному хребті Чивчинських гір. Вершина конусоподібна, незаліснена, схили дуже стрімкі, підніжжя порослі лісами.
На схід від вершини розташована гора Попадя (1526 м), на північ — гора Чивчин (1769 м).
Через вершину зі сходу на захід проходить українсько-румунський кордон.